# Fogadalmi ajándék

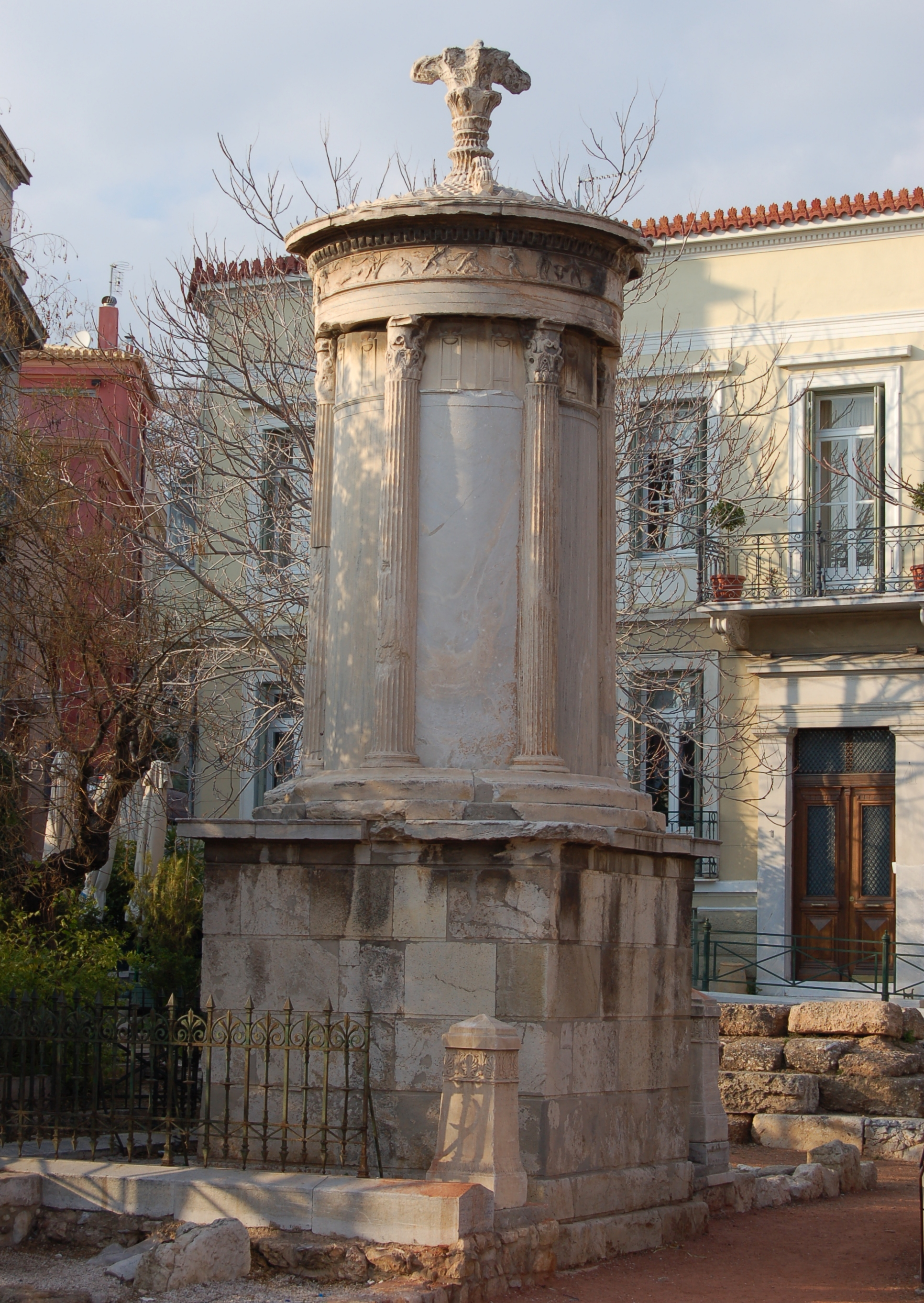
Lüszikratesz emlékműve

A fogadalmi ajándékok  (az ókori görögöknél: anatémata; a rómaiaknál: vota) adományozását az emberek bármely kívánságuk eléréséért vagy a már elért kívánság fejében nyújtják, az ókor óta. 
A fogadalom Istennek tett ígéret egy nagyobb jó megtételére. Már az Ószövetség több helyen említi, így pl. Hanna fogadja meg, hogy születendő gyermekét, Sámuelt Istennek szenteli. A görögök és rómaiak a fogadalmat főleg az isteneknek szentelendő tárgyakkal kapcsolatban ismerték.
Az ókori Rómában a fogadalmi ajándék összefüggésben állhatott devotioval, azaz olyan szertartással, amellyel válságos időkben valaki önmagát ajánlotta fel az alvilági isteneknek, hogy halálával elfordítsa a veszedelmet az állam felől.

## Története
Már az ókorban előfordult, hogy a kézműves munkája sikeréért szerszámát, a zenész lantját, a festő ecsetjét, a harcos fegyverét, a gyilkos tőrét, a halász hálóját, a földműves ekéjét ajánlotta fel; a beteg felgyógyulása emlékére valamely votiv tárgyat (pl. csinált szemet) mások az istentiszteletre szükséges edényeket és ruhákat tettek az istenek oltárára a görögöknél, rómaiaknál egyaránt. Athénban bűn elkövetése miatt is fel kellett ajánlani ilyen fogadalmi ajándékokat. Az ókori görögök ezen kívül  levágott hajat is használtak fogadalmi emlékül. 
Művészeti tekintetben azért nevezetesek a fogadalmi ajándékok, mert sokszor igen szép műemlékekkel gazdagították a régiek az egyes alkalmakkor templomaikat (különösen Delfiben és Olimpiában) és köztereiket. Így Athénban az Akropolisz aljában egész utcát a háromlábasok utcájának (tripusok utcája) neveztek az ott felállított tripusokról, amelyek közül egy máig is fennáll (Lüszikratesz karvezető emlékműve), s a korintusi oszloprendnek emlegetett mintájául szolgál. A veszély elhárítása, valamely bajból való kiszabadulás, valamely tervnek szerencsés megvalósítása (háborúban vagy békében) stb. gyakran  alkalmul szolgált arra, hogy akár maga az állam (vota publica), akár egyesek (vota privata) megfelelő fogadalmakat tegyenek, és az istenek segítségébe vetett bizalmukat vagy előre, vagy a szerencsés eredmény után kézzelfoghatóan is nyilvánítsák.

### A fogadalmi tárgyak
„
Fogadalmi tárgyak, azok az ajándékok, amelyeket jámbor hívők Istennek, a bold. Szűznek, szenteknek ajánlanak fel s a templomokban helyeznek el. Főleg búcsújáró helyeken a templomok falai telve vannak ilyen fogadalmi tárgyakkal (képek, keresztek, menyasszonyi koszorúk, fátyolok stb.); az értékesebb  fogadalmi tárgyak a templom kincstárában helyeztetnek el. Említésre méltók a szép ezüst dombormű Nagy-Mária-Cellben, melyet Sczitovszky prímás a nagy magyar zarándoklat alkalmából ajánlott fel a magyar nemzet nevében, valamint a szép zászló Lourdes-ben, melyet Nogáll püspök és Cziráky gróf adtak át, mint a magyar katolikusok fogadalmi tárgyát.”